# Magnetophon
Magnetophon war ursprünglich die Bezeichnung für einige von AEG entwickelte Magnetton-Aufzeichnungs- und Wiedergabegeräte (Tonbandgeräte). Wegen der großen Bekanntheit dieser Geräte wurde Magnetophon häufig auch als Synonym für Tonbandgeräte anderer Hersteller verwendet und wurde so zum generischen Markennamen.
Fritz Pfleumer entwickelte 1928 einen Apparat, mit dem er die von ihm zuvor erfundenen „Lautschriftträger“ während Präsentationen abspielen konnte. Nachdem Pfleumer und die AEG 1932 eine Verwertungsvereinbarung für das Tonband getroffen hatten, beauftragte die AEG den Ingenieur Eduard Schüller mit der Entwicklung eines serienfähigen Abspielgerätes für die Bänder. Weil Schüller erhebliche Schwierigkeiten damit hatte, das Reißen des Tonbands beim Vor- und Zurückspulen zu verhindern, verlagerte AEG die Entwicklung in das AEG-Versuchslabor in Berlin, unter der Leitung von Theodor Volk, das bereits über Erfahrungen mit einem ähnlichen Problem bei Filmvorführgeräten verfügte. Dort entwickelte man 1935 in Zusammenarbeit mit BASF kurzfristig den sogenannten Dreimotorenantrieb.
Der Dreimotorenantrieb verfügte über einen Antriebsmotor für die Wiedergabe und je einen für das Vorspulen und für das Zurückspulen. Damit war das Problem gelöst.
1935 führten AEG und I. G. Farben das neue Gerät gemeinsam unter der Bezeichnung Magnetophon K1 auf der am 16. August beginnenden 12. Großen Deutschen Funkausstellung erstmals öffentlich vor. Das Interesse, insbesondere bei der Reichs-Rundfunk-Gesellschaft, war groß. Ein am dritten Tag ausgebrochenes Feuer zerstörte nicht nur die Ausstellungshalle, sondern auch alle fünf (nach anderen Quellen vier) zu dieser Zeit existierenden Prototypen.
Ursprünglich war man bei der AEG wegen der recht bescheidenen Tonqualität davon ausgegangen, dass der eigentliche Nutzen des Magnetophons in der Aufzeichnung von Diktaten liege. Mit der Aufzeichnung eines Konzerts der Londoner Philharmoniker unter der Leitung von Sir Thomas Beecham im Jahre 1936 in Ludwigshafen am Rhein zeigten sich neue Anwendungsgebiete. Rundfunkanstalten, die bislang Wachsscheiben zur Tonaufzeichnung verwendet hatten, interessierten sich für die neue Technik und wandten sie zunehmend an.
Problematisch war bis dahin vor allem das starke Klirren und Rauschen, bedingt durch die Hysterese der magnetischen Induktion in ferromagnetischen Werkstoffen. 1940 wurde zufällig die Hochfrequenz-Vormagnetisierung gefunden, die diesen Effekt umgeht, was eine bis dahin völlig unbekannte Klangtreue brachte.
Die Magnetophone waren nach Kriegsende bei den alliierten Soldaten begehrte Beutestücke. Auch die US-Industrie interessierte sich für die außerhalb Deutschlands unbekannte Technik und kopierte sie, da in den USA bis zu dieser Zeit noch magnetisierter Draht zur Tonaufzeichnung verwendet worden war.
Magnetophon war eingetragenes Warenzeichen für Tonbandgeräte des Unternehmens Telefunken.
Seit 2008 ist Magnetophon ein eingetragenes Warenzeichen für Tonbandgeräte von Kai Hilpert, Hamburg.

## Magnetophon-Geräte der AEG

### Magnetophon K1
1935 stellte AEG auf der Funkausstellung in Berlin das erste industriell gefertigte Tonbandgerät der Welt vor. Während des Brandes einer Ausstellungshalle wurden alle fünf (oder vier) Prototypen zerstört. In der Fabrik waren jedoch noch genügend Einzelteile vorhanden, um ein weiteres Exemplar anfertigen zu können.
Das verwendete Tonband war 6,5 mm breit; die Bandlaufgeschwindigkeit betrug 1 m/s; das Gerät konnte Frequenzen bis 6000 Hz aufzeichnen. Die Spielzeit eines Bandes betrug etwa 20 Minuten.
Der große Vorteil des Tonbandgerätes gegenüber der Schallplatte war die einfache Möglichkeit der Aufnahme: Die seinerzeit üblichen Wachsmatritzen in die die Rillen der Schallaufzeichnung geschnitten wurden (daher die heute noch übliche Bezeichnung „mitschneiden“) konnten nach der Aufnahme höchstens ein- oder zweimal zur Kontrolle abgespielt werden, da sie sonst unbrauchbar wurden. Beim Tonband war dagegen das Abspielen sofort nach der Aufnahme unbegrenzt oft möglich ohne die Qualität zu beeinträchtigen, vor allem erlaubte das Schneiden und Kleben des Bandes eine Nachbearbeitung der Aufnahmen. Nicht zuletzt entsprach die Aufnahmedauer einer Wachsmatritze der begrenzten Laufzeit einer Schellackplattenseite von wenigen Minuten, so dass vor allem im Bereich der klassischen Musik längere Musikstücke bei der Aufnahme immer wieder unterbrochen werden mussten, während beim Tonband längere Aufnahmezeiten möglich waren, was den Musikern die Arbeit sehr erleichterte. 
Anmerkung zur Breite des Tonbandes:
Als amerikanische Firmen nach 1945 das Prinzip übernahmen, verwendeten sie Bänder mit 1⁄4 Zoll Breite, das sind 6,35 mm, 0,15 mm schmaler als die bisherigen Bänder. Da breitere Bänder, auf Geräten für schmalere Bänder abgespielt, an den Kanten Verschleiß entwickelten, mussten dann alle Geräte (und Bänder) auf das amerikanische Maß wechseln.
Im Fachjargon wurde das 1⁄4-Zoll-Tonband – wegen seiner ursprünglich braunen Farbe – sehr schnell einheitlich als „Schnürsenkel“ bezeichnet. Diese Bezeichnung haben Generationen von Toningenieuren und Tontechnikern bis in die heutige Zeit benutzt, für jüngere Kollegen ist sie seit der Einführung digitaler Ton-Aufzeichnungsmethoden (z. B. DIGAS) in den frühen 1990er-Jahren allerdings nur noch eine Fachbezeichnung für Archivmaterial.

### Magnetophon K2
1936 stellte die AEG das aus dem K1 weiterentwickelte K2 vor. Es besteht aus vier Teilen: Laufwerk, Verstärker, Lautsprecher, Mikrofon. Äußerlich sichtbare Unterschiede zum K1 sind die Anordnung der vier Schalter links (alle vier in einer Reihe, beim K1 drei in Reihe und einer dahinter) sowie die Form der Abdeckung der Tonköpfe.
Mit diesem Magnetophon wurde am 19. November 1936 das so genannte „Beecham-Konzert“ mit dem London Philharmonic Orchestra unter seinem Gründer und Leiter Sir Thomas Beecham im Feierabendhaus in Ludwigshafen aufgezeichnet.
Im Internet kursieren mehrere Abbildungen bzw. Ausschnitte von Farbaufnahmen, die als „...das erste Magnetophon K1 von AEG ...“ vorgestellt werden. Es handelt sich dabei immer um Abbildungen des Modells K2 von 1936, auf denen auch das Bandlineal am linken Spulenteller nicht vorhanden ist. Die Bilder stammen entweder von S. 2 der Druckschrift „Telefunken–Tonbandgeräte Magnetophon – ein Hobby ohne Grenzen“, Format DIN A4, vierfarbig aus dem Jahr 1962 (das Bild zeigt nur das Laufwerk ohne Verstärker, Mikrofon und Lautsprecher), oder von Mitte der 1980er-Jahre in einem Frankfurter Fotostudio für BASF-Produktbroschüren angefertigten Aufnahmen (komplett alle vier Teile des K2).

### Magnetophon K3
1936 stellte AEG das Magnetophon K3 vor. Das „K3“ war eines der ersten mobil einsetzbaren Tonbandgeräte weltweit. Im Lieferumfang waren ein Kohlemikrophon, Verstärker und Lautsprecher enthalten. Die gesamte Anlage wog ca. 50 kg.

### Magnetophon K4

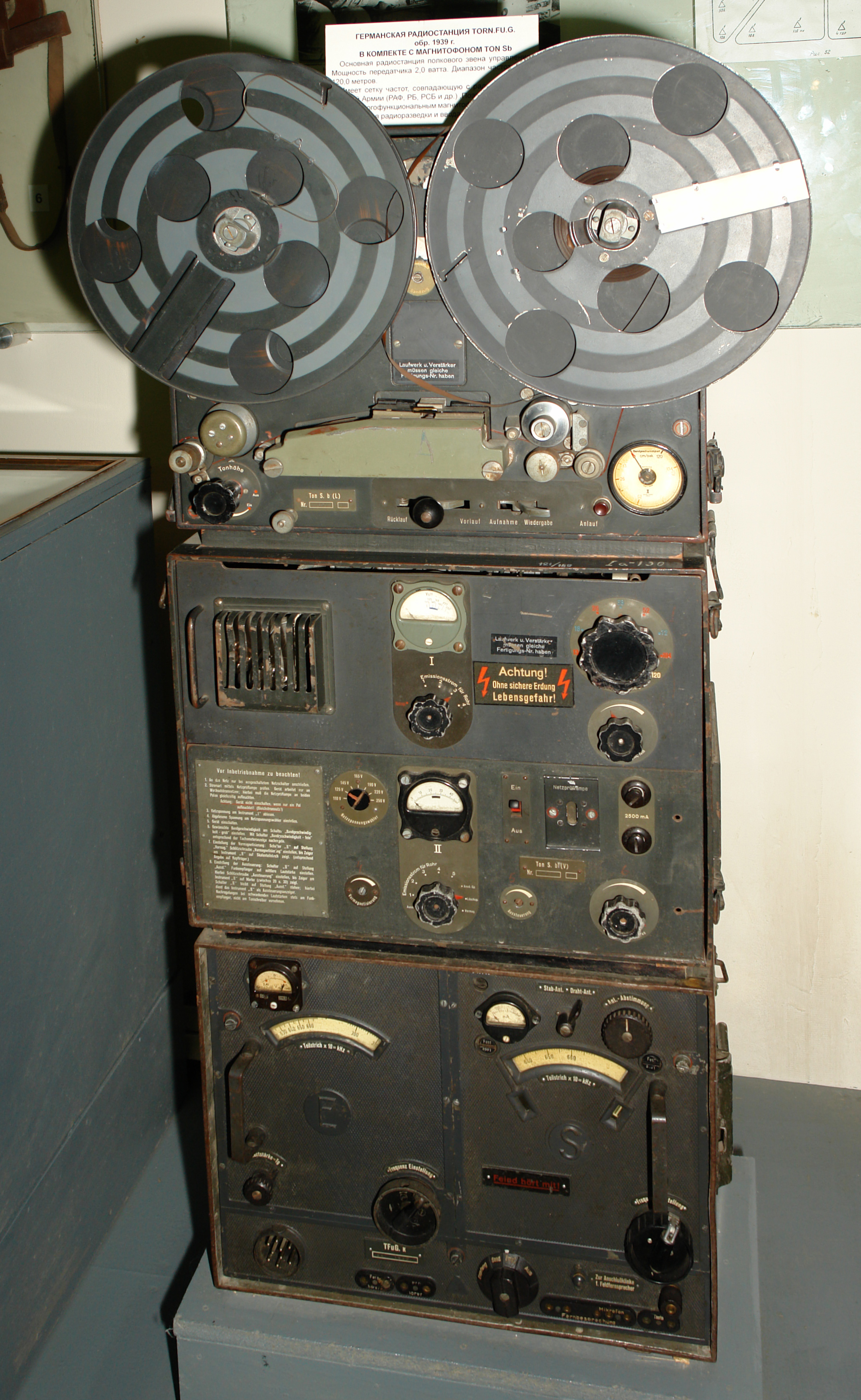
AEG-Tonbandgerät Tonschreiber B als Bestandteil einer portablen Wehrmachts-Funkstation (ca. 1942)

1938 entstand das Magnetophon K4, das schnell Verbreitung bei den Rundfunkstudios fand, da das Tonband gegenüber den bislang verwendeten Wachsplatten deutliche Vorteile bei Handhabung und Lagerung sowie eine deutlich längere Spieldauer bot.
Die Bandlaufgeschwindigkeit betrug 77 cm/s. Bei einer Bandlänge von 1.000 Metern ergaben sich damit knapp 22 Minuten Aufzeichnungszeit. Der von der AEG gewählte Wert von 77 cm/s blieb für viele Jahre die Standardgeschwindigkeit im Rundfunkbereich. Als nach Kriegsende AEG-Magnetophone in die USA gelangten, orientierte man sich dort bei den ersten eigenen Modellen weitgehend an den AEG-Geräten. Die Umstellung von 50-Hz- auf 60-Hz-Wechselstromnetz (andere Motordrehzahl) und von den metrischen Maßen der AEG auf die in den USA üblichen Zoll-Maße ergab jedoch eine geringfügig niedrigere Bandgeschwindigkeit von 76,2 cm/s (gleich 30 Zoll pro Sekunde), die sich bald international durchsetzte. Fortschritte im Gerätebau und in der Bandfertigung erlaubten schon in den frühen 1950er Jahren eine Halbierung auf 38,1 cm/s, die zum neuen, bis zum Ende der Ära analoger Bandtechnik gültigen Standard im Rundfunk- und Studiobereich wurde. Durch weitere Halbierung erhielt man daraus die Werte 19,05 cm/s, 9,5 cm/s und 4,75 cm/s, die im Amateurbereich Bedeutung erlangten.

### Magnetophon K7
1943 verwendete das Magnetophon K7 erstmals die 1940 durch Walter Weber und Hans-Joachim von Braunmühl zufällig gefundene Hochfrequenz-Vormagnetisierung, die das Bandrauschen und vor allem das Klirren erheblich verringerte. Erst seit diesem Gerät waren die Aufnahmen anderen Techniken deutlich überlegen, beispielsweise dem Direktschnitt. Radiohörer konnten zu dieser Zeit (es gab nur „mäßige“ Qualität auf Langwelle und Mittelwelle) Bandaufnahmen nicht mehr von direkter Übertragung unterscheiden. Mit einem Gerät dieser Art, versehen mit einem 2-Spur-Kopf und zwei Neumann-Mikrofonen, wurden 1943 bei der Reichs-Rundfunk-Gesellschaft die ersten Magnetband-Stereoaufnahmen gemacht. Einige dieser Bänder sind kürzlich in Russland wiederentdeckt worden.

### Magnetophon AW1
1950

### Magnetophon AW2
Anfang der 1950er Jahre.
Das AW stand für Aufnahme/Wiedergabe.
Von der AW2 sollen nur knapp 300 Exemplare gebaut worden sein, meist in sandgelb.

### Magnetophon KL15

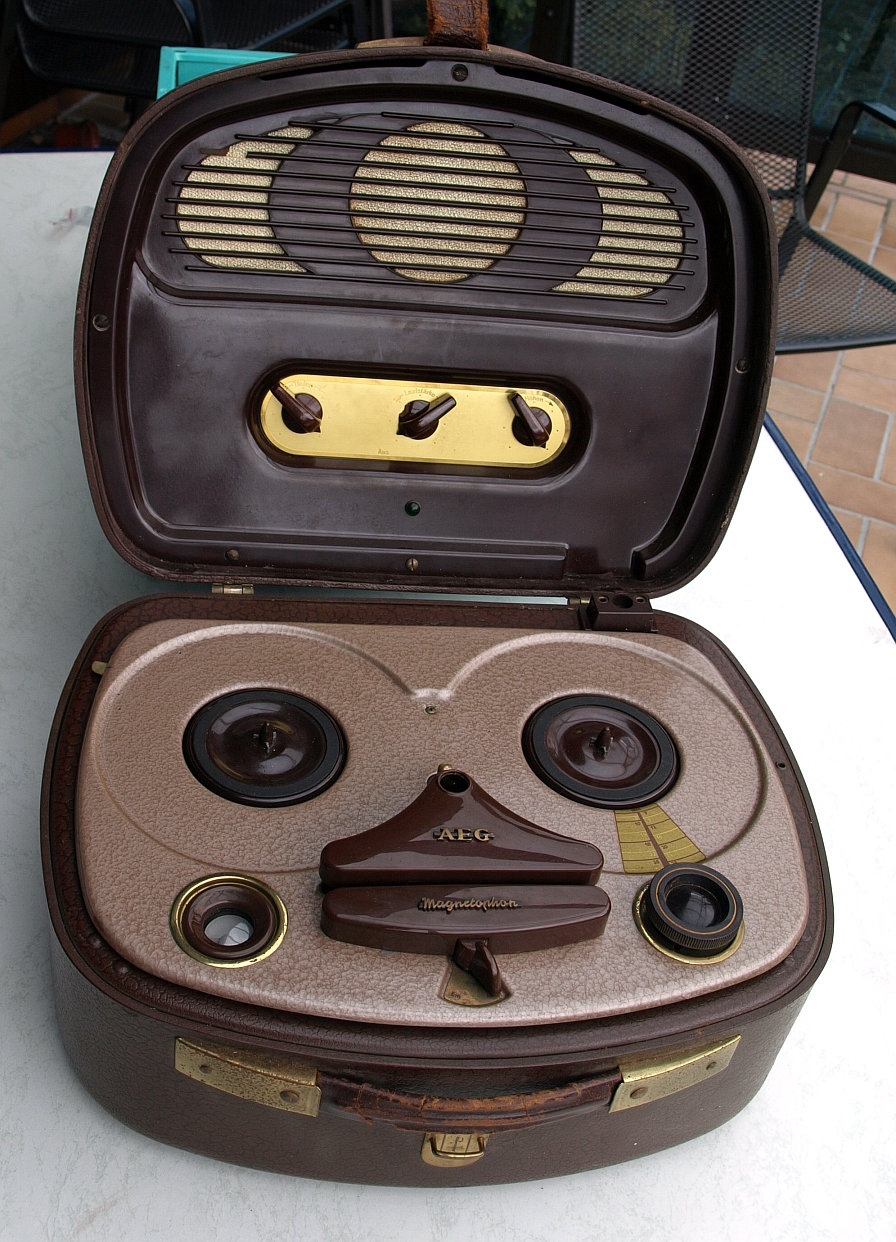
AEG Magnetophon KL-15

1951 stellte AEG auf der Industrie-Ausstellung in Berlin mit dem KL15 das erste für Privatanwender entwickelte Tonbandgerät der Magnetophon-Serie vor. Das Gerät kostete 770 DM (entspricht heute ungefähr 2.400 EUR).
Die Bandlaufgeschwindigkeit betrug 19 cm/s. Das Gerät wog rund 20 kg. Während die Mechanik und die Elektronik für Aufnahme und Wiedergabe im Chassis montiert waren, befand sich der NF-Verstärker samt Lautsprecher und Reglern für Bässe, Höhen und Lautstärke im Deckel des Gerätes (daher der Name „Deckelverstärker“). Mit einem für 45 DM Aufpreis erhältlichen Plattenspielerset, bestehend aus Tonarm und Plattenteller, hatte man dann Tonbandgerät und Plattenspieler in einem. Der Plattenteller wurde auf eine hinter dem Kopfträger befindliche Welle gesteckt, der Tonarm fand seinen Platz auf einer Halterung rechts hinten am Chassis.
Als zusätzliche Sonderausstattung von Luxus-Musiktruhen mit 10-Platten-Wechslern fand das Tonbandchassis ebenfalls Verwendung.

### Magnetophon KL25

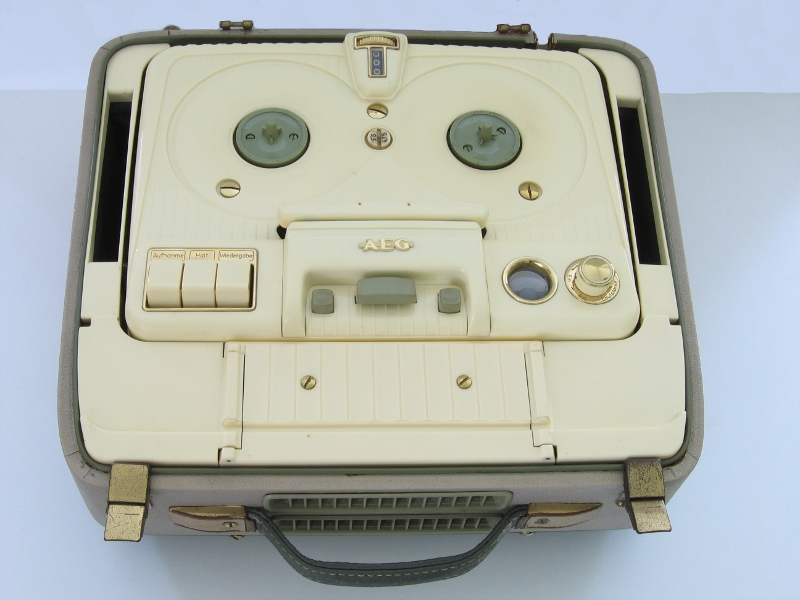
AEG Magnetophon KL 65 KX

Das Magnetophon KL25 erschien 1953/54 als Nachfolger des KL15. Im Gegensatz zum Vorgänger war bei diesem Modell nun die gesamte Elektronik zusammen mit der Mechanik und dem Lautsprecher im Chassis untergebracht. Die Bandgeschwindigkeit betrug 9,5 cm/s. Das Gerät verfügte über drei Köpfe (Löschkopf, Aufnahmekopf, Wiedergabekopf) in Mono-Halbspurtechnik. Die Spurlage entsprach bei diesem Modell noch der deutschen Norm, das heißt, aufgezeichnet und gelesen wurde in der unteren Bandhälfte. Bei späteren Modellen ging AEG-Telefunken zur internationalen Norm über, bei der in der oberen Bandhälfte aufgezeichnet und gelesen wird; frühere KL 25 sowie das KL 15 konnten vom Werkskundendienst nachträglich auf internationale Norm umgerüstet werden.

### Magnetophon KL65
Das ungefähr 1955/1956 erschienene Magnetophon 65KL ist ein Koffergerät im Kunststoffgehäuse, mit Halbspur-Technik und einem Frequenzbereich von 60 bis 10.000 Hz bei einer Bandlaufgeschwindigkeit von 9,5 cm/s.
Halbspurtechnik bedeutet, dass nur die obere Hälfte des Bandes bespielt wird. Nach dem Durchlaufen kann man die Spulen tauschen und dabei wenden, sodass die zuvor unten liegende Spur nach oben kommt und ebenfalls bespielt werden kann. Dadurch ergibt sich eine Verdoppelung der gesamten Spieldauer, und man erspart sich außerdem das zeitraubende Zurückspulen.
Das „KL65“ verfügt über einen Kombi-Kopf für Aufnahme und Wiedergabe und einen Löschkopf. Es kann mit Spulen bis 13 cm Durchmesser bestückt werden. Die Spieldauer beträgt bei Verwendung von 260 m Langspielband 2 × 45 Minuten. Das Gerät hat die Abmessungen 308 × 125 × 234 mm und wiegt 7,2 kg.

### Magnetophon KL65KS
Das zirka 1956 erschienene Halbspuraufzeichnungsgerät Magnetophon KL65KS war mit einem Einmotoren-Laufwerk mit asynchronem AEG Innenläufer und flachriemengetriebener Capstanschwungscheibe sowie Aufwickeltellerantrieb vom Capstan mittels Rutschriemen ausgestattet. Die Bandzugsteuerung erfolgte über Fühlhebelbremsen. Ferner verfügte das Gerät über einen elektromagnetisch unterstützten Bandandruck. Die Bandlaufgeschwindigkeit konnte bei späteren Modellen von 9,5 auf 4,75 cm/s umgestellt werden, was noch einmal die Spieldauer verdoppelte. Der Frequenzbereich reichte bei 9,5 cm/s von 60 bis 11.000 Hertz, bei einer Dynamik von 45 dB. Die Gleichlaufschwankung betrug nur etwa 0,3 %. Die maximale Spulengröße betrug 13 cm.
„Start“ und „Stop“ ließen sich über ein Kabel aus der Ferne schalten und außerdem bot das Gerät auch einen Kontroll-Lautsprecher. Als weitere Ausstattungsmerkmale verfügte das KL65 über eine einrastende Pausentaste sowie über eine Aufnahmesperre, die versehentliches Drücken der Aufnahmetaste verhindert. Die Sperre wird durch Drücken einer zweiten Taste entriegelt.
Verwendete Röhren: EF 86 (Mikrofon- und Wiedergabevorstufe); ECC 83 (A/W-Zwischenverstärker); ECC 81 (Gegentakt-Löschgenerator zur Löschung und HF-Vormagnetisierung); EL 95 (Niederfrequenz-Endstufe); EM 71a (Magisches Auge in V-Form zur Aussteuerungskontrolle).

### Magnetophon 70

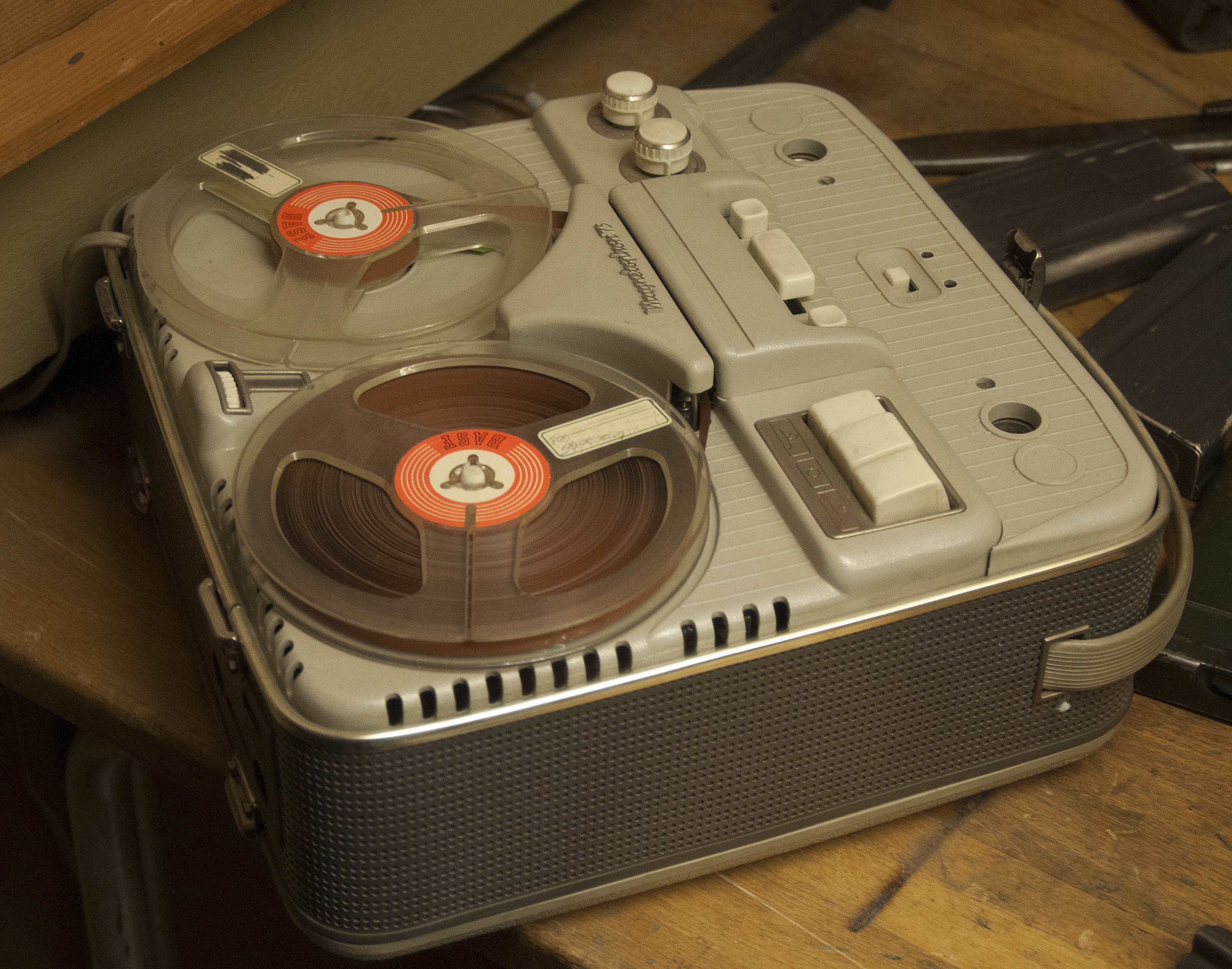
AEG Magnetophon 75

Das Magnetophon 70 war eine stark vereinfachte Halbspur-Mono-Version des Magnetophon 75. Die Umschaltmöglichkeit auf die zweite Bandgeschwindigkeit von 4,75 cm/s entfiel hier. Auch auf Klangregler, Pausentaste und Aufnahmesperre wurde verzichtet. An die Stelle des Bandzählwerks traten zur groben Orientierung Laufzeitmarkierungen auf der Deckplatte.

### Magnetophon 75-15
Das Magnetophon 75-15 erschien in der zweiten Hälfte der fünfziger Jahre und war hinsichtlich Mechanik, Elektronik und Ausstattung weitestgehend mit dem Magnetophon KL65 identisch, erlaubte also Aufnahme und Wiedergabe in Halbspur-Monotechnik. Der Hauptunterschied lag in der maximalen Spulengröße von 15 cm gegenüber 13 cm beim KL65 und damit in einer verlängerten Spieldauer. Das Magnetophon 75 blieb über viele Jahre im Programm und erfuhr im Lauf der Zeit einige Änderungen. Das runde „Magische Auge“ der ersten Exemplare mit der Anzeigeröhre EM71 wurde durch die EM84 mit dem rechteckigen Anzeigenfeld („Magisches Band“) ersetzt. Der freigewordene Platz wurde für einen Klangregler „Klangblende“ genutzt, den es bei der früheren Version nicht gab. Vom M 75 wurde eine Reihe weiterer Versionen abgeleitet (Magnetophon 70, 76, 77), wobei Mechanik und Elektronik so weit wie möglich vom KL65/M 75 übernommen wurden. Der Zugmagnet ermöglichte auch eine extern schaltbare Pause-Funktion.
Zwischen Lösch- und A/W-Kopf reduzierte eine Bandberuhigungsrolle Bandlängsschwingungen (Ziel: geringeres Modulationsrauschen).

### Magnetophon 76
Das Magnetophon 76 war die Viertelspur-Mono-Version des Magnetophon 75, erkennbar an zwei Drucktasten (grau und rot) in der oberen Tonkopfabdeckung zur Wahl zwischen Spur 1 und Spur 2. Mechanisch war das M 76 dem M 75 völlig identisch. Hinsichtlich Ausstattung trat an die Stelle des Klangreglers des M75 ein Eingangswahlschalter Mikro – Radio. Elektronisch unterschied es sich vom M 75 durch eine zusätzliche Verstärkerstufe, bestückt mit einem Transistor OC603 oder OC604, die vor die EF86 gesetzt wurde. Durch die 4-Spur-Technik konnte bei voller Tonbandnutzung der 15er-Spule eine maximale Spieldauer von 12 Stunden und 40 Minuten erreicht werden. 

### Magnetophon 77
Das Magnetophon 77 war die Viertelspur-Stereo-Version des Magnetophon 75. Es kam Ende 1959 auf den Markt und ermöglichte, dass jede der beiden in einer Richtung laufenden Tonspuren getrennt bespielt und wiedergegeben werden kann.

### Magnetophon 85

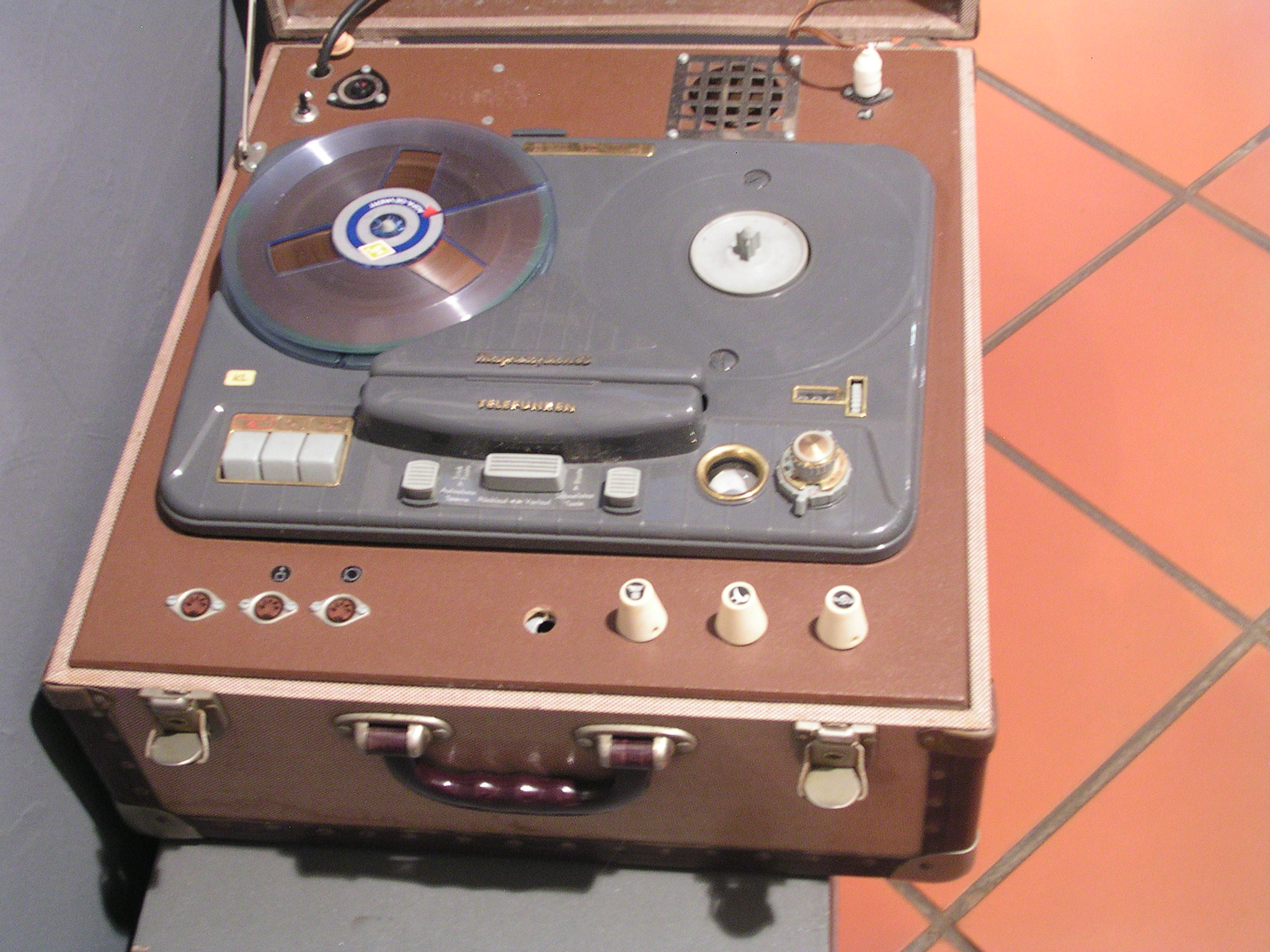
Schul-Tonbandkoffergerät Telefunken Magnetophon 85

Das Magnetophon 85 trat in der zweiten Hälfte der 1950er Jahre ergänzend neben KL65 und M 75 und stellte das Spitzenmodell der Produktpalette dar. Wie diese verfügte es über Bandzählwerk, Pausentaste und Aufnahmesperre, die maximale Spulengröße betrug 18 cm. Der Antrieb unterschied sich wesentlich von den kleineren Modellen und erlaubte die Geschwindigkeiten 9,5 und 19 cm/s. Aufnahme und Wiedergabe erfolgten in Halbspur-Monotechnik. Das M 85 hatte von diesen drei Modellen die längste Produktionszeit und blieb bis in die zweite Hälfte der sechziger Jahre im Programm. Dabei erfuhr es einige Änderungen. Die runde Anzeigeröhre EM71 der ersten Exemplare wurde durch die EM84 mit flachem, rechteckigem Anzeigenfeld ersetzt. Der freigewordene Platz wurde für einen Regler genutzt, mit dem sich ein zweiter Signaleingang separat aussteuern ließ. Damit verfügte das Gerät über eine Mischpultfunktion.

### Magnetophon 96
Das Gerät hatte drei Bandlaufgeschwindigkeiten: 4,75; 9,5 und 19,5 cm/s.

### Magnetophon 105/106
Etwa 1964 wurde das Halbspur-Mono-Modell Magnetophon 75 durch das Magnetophon 105 abgelöst. Antrieb und Elektronik blieben weitestgehend unverändert, jedoch wurde der Plastikkoffer des M 75, im Stil der fünfziger Jahre stark abgerundet, durch ein eckiges Gehäuse in modernerem Design ersetzt. Der Nachfolger der Viertelspur-Mono-Version Magnetophon 76 kam als Magnetophon 106 auf den Markt.
Schon 1965 wurden diese Modelle durch die Geräte der 200er Serie (z. B. Magnetophon 200, 201, 202, …) mit völlig neu entwickeltem Antrieb und volltransistorisierten Verstärkern abgelöst, bei denen es nun neben den klassischen Koffergeräten auch Ausführungen für den Senkrechtbetrieb gab.

### Magnetophon 200
2-Spur-Gerät mit einer Bandlaufgeschwindigkeit von 9,5 cm/s; maximale Spulengröße 18 cm; Gewicht ca. 9,5 kg

### Magnetophon 201
4-Spur-Gerät mit einer Bandlaufgeschwindigkeit von 9,5 cm/s; maximale Spulengröße 18 cm; Gewicht ca. 9,5 kg
(gab es auch mit Gehäuse in Nussbaumfurnier mit Rauchglashaube unter der Bezeichnung Magnetophon Berolina)

### Magnetophon 202/212 Automatic

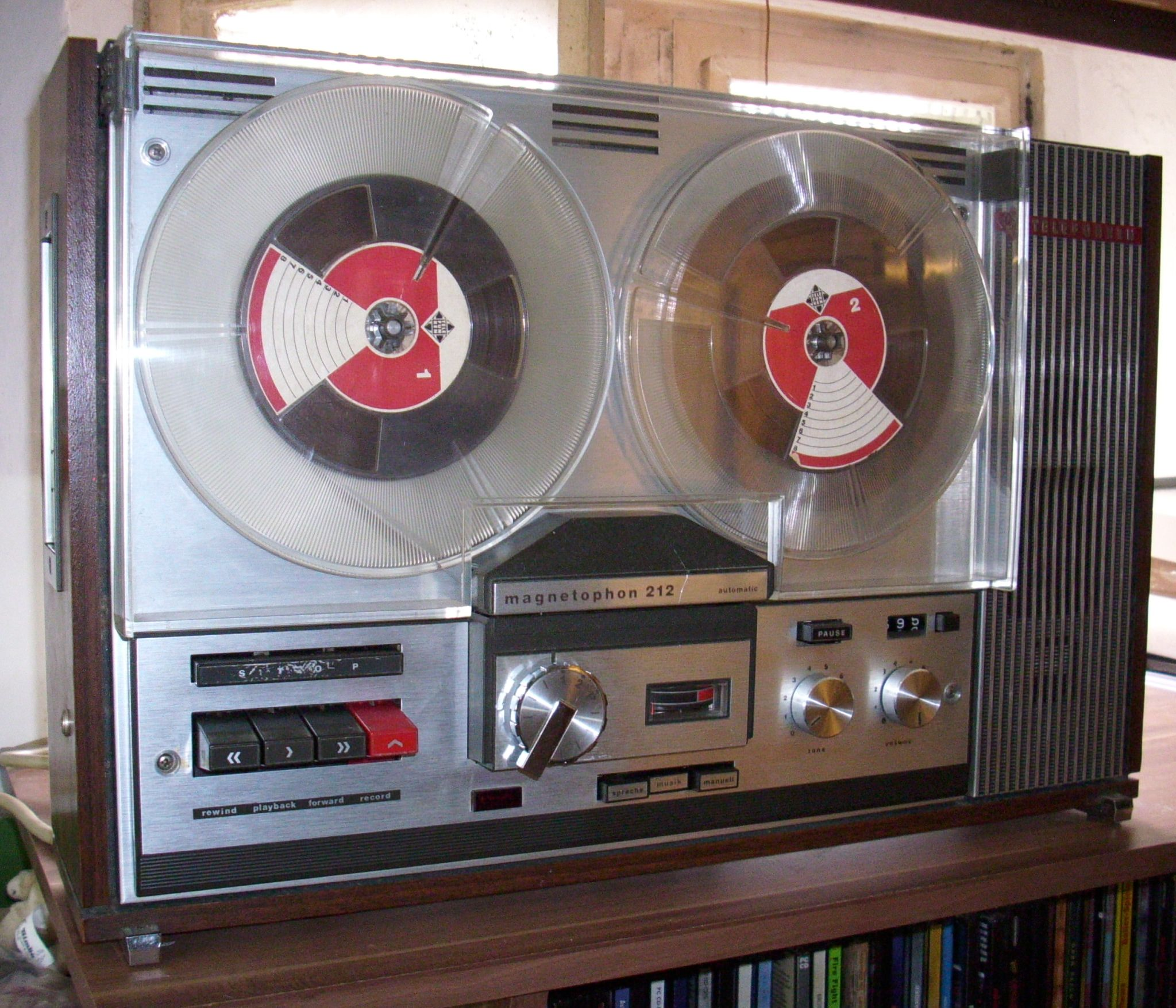
M212 Automatic

Das M202/212 wurde von 1968 bis 1971 gebaut. Es hatte 2 bzw. 4 Spuren und eine Aufnahme-Automatik,
einen abschaltbaren Frontlautsprecher und eine Bandgeschwindigkeit von 9,5 cm/s;
seitliche Anschlüsse für Radio, Mikrofon, Plattenspieler, Kopfhörer und Lautsprecher.
Der Frequenzgang war 60–13000 Hz.

### Magnetophon 203
Dieses Modell gab es in unterschiedlichen Ausführungen. Die nur „Magnetophon 203“ genannten Geräte hatten zwei Bandgeschwindigkeiten (4,75 und 9,5 cm/s) – in Viertelspurtechnik. Ausnahme (vermutlich nur 1968 so genannt) waren die Magnetophone 203 „Studio“ 2 und 4. Diese hatten 9,5 und 19 cm/s (s. u.).

### Magnetophon Studio
Dieses Gerät war ein Ableger des M 203, es hieß auch zuerst „Magnetophon 203 Studio“, später (ab 1969?) wurde die Zahl 203 weggelassen. Es hatte die Bandgeschwindigkeiten 9,5 und 19 cm/s und war als Halb- (Studio 22) oder Viertelspurvariante (Studio 44) erhältlich. Es besaß ein Gehäuse im Holzdekor. Die Hifi-Norm DIN 45 500 wurde bei 19 cm/s erfüllt.

### Magnetophon 203 de luxe
Technisch dem 203 entsprechend, besaß dieses Gerät jedoch ein Gehäuse in Nussbaumfurnier. Die Blende und die Knöpfe waren in Silber bzw. blankem Aluminium gehalten. Der Schriftzug „Magnetophon 203 de luxe“ war unterhalb der Potentiometer dünn aufgelegt.

### Magnetophon 204

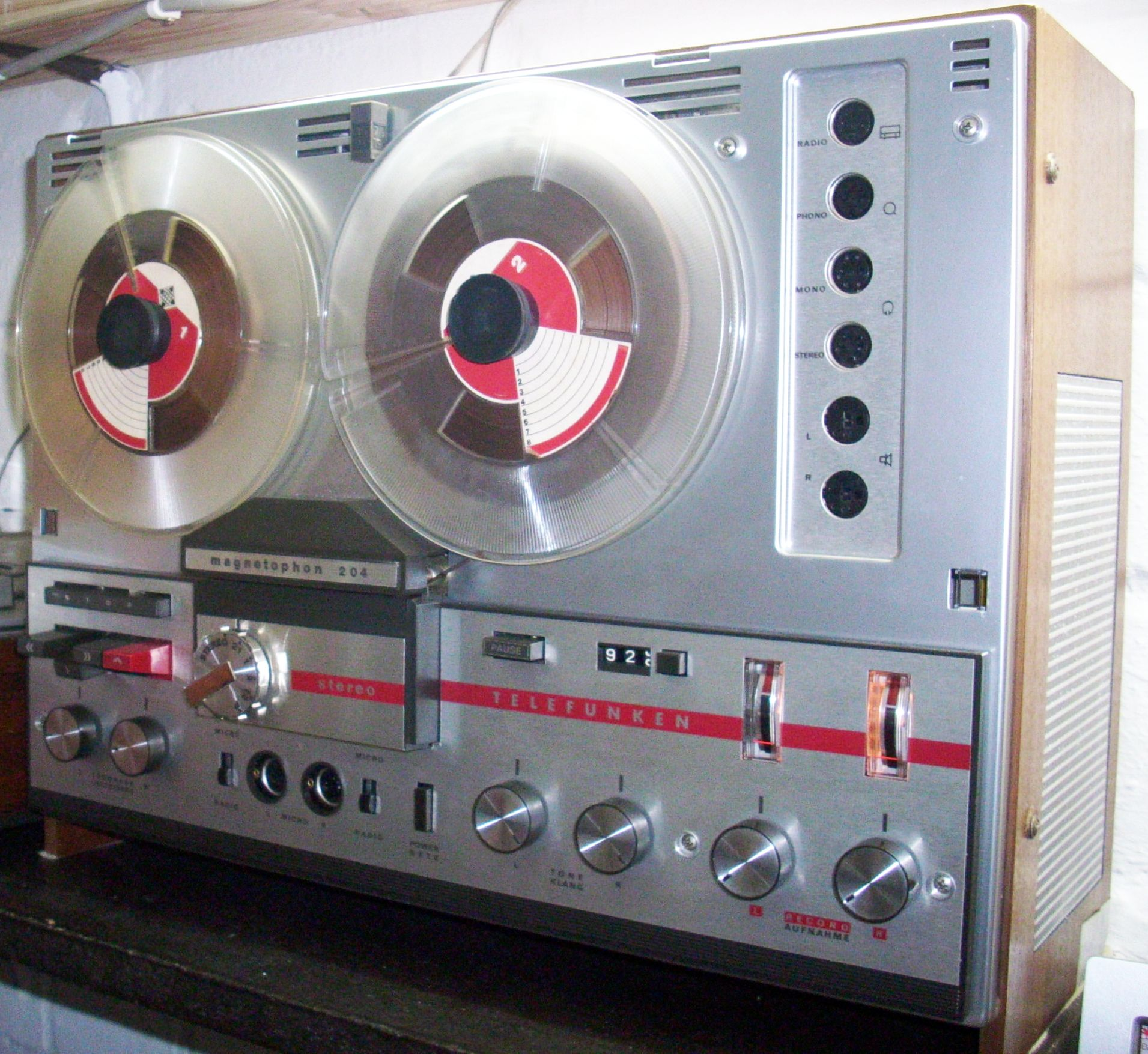
M204 Erste Generation
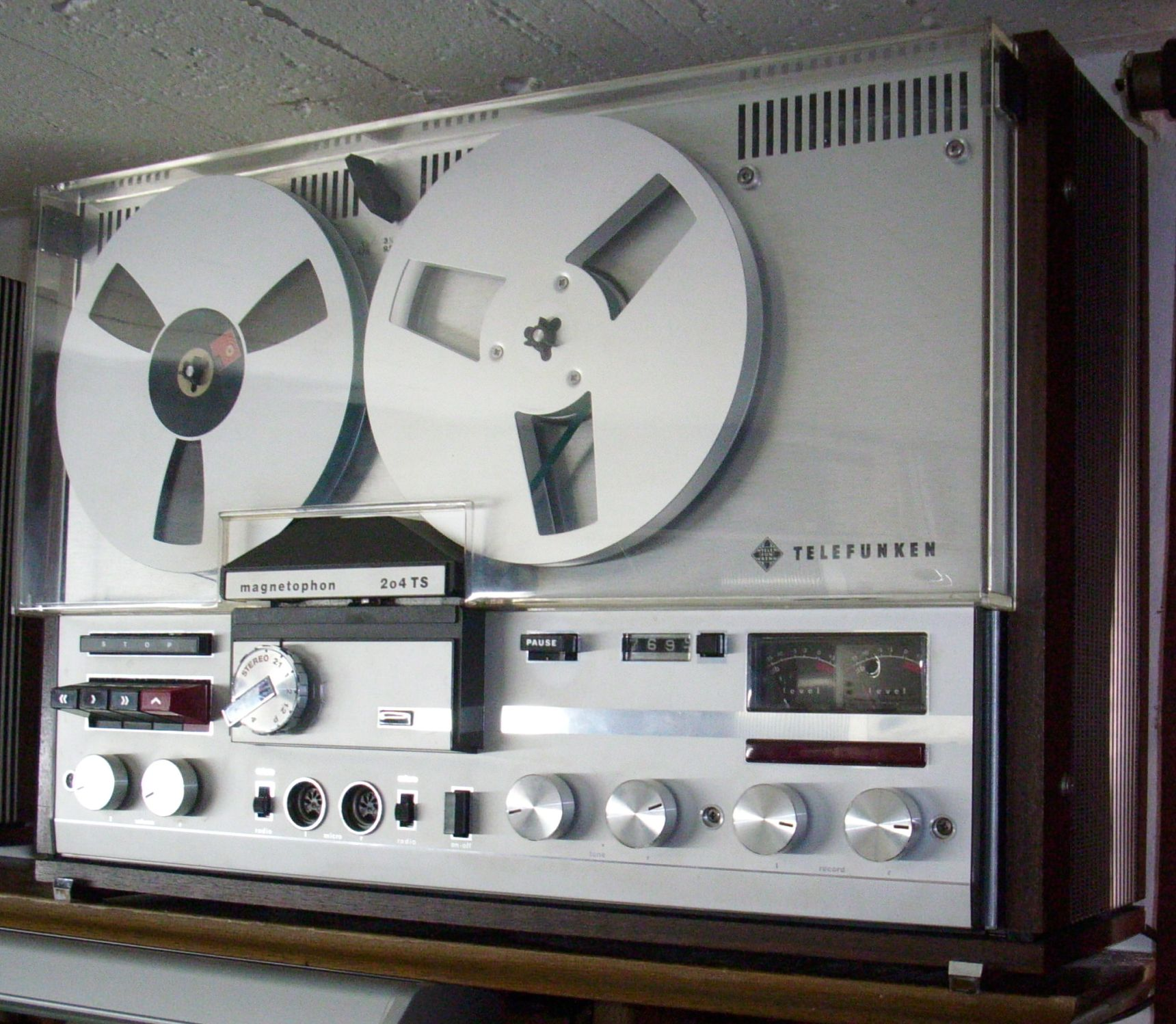
M204 TS
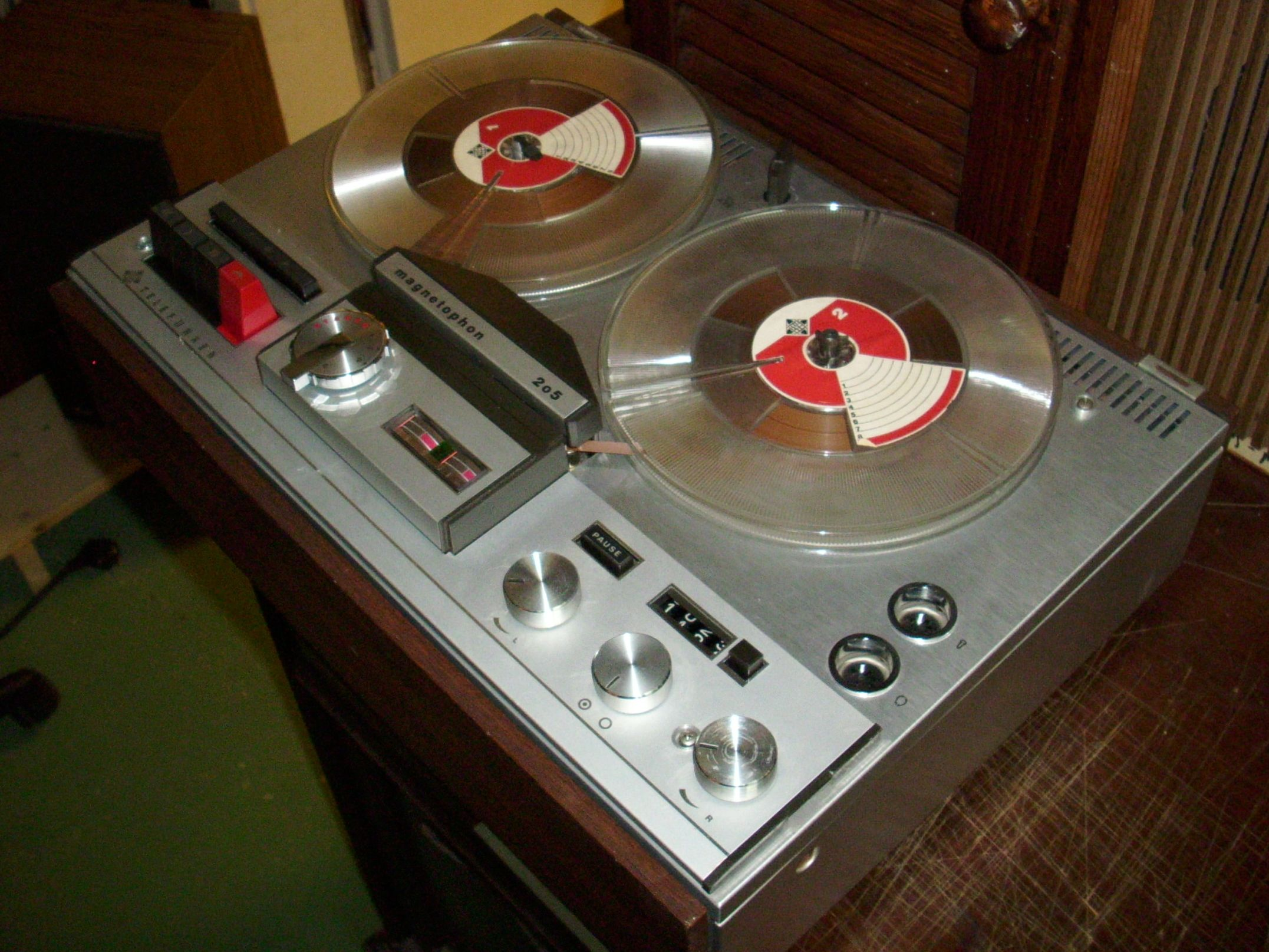
M205
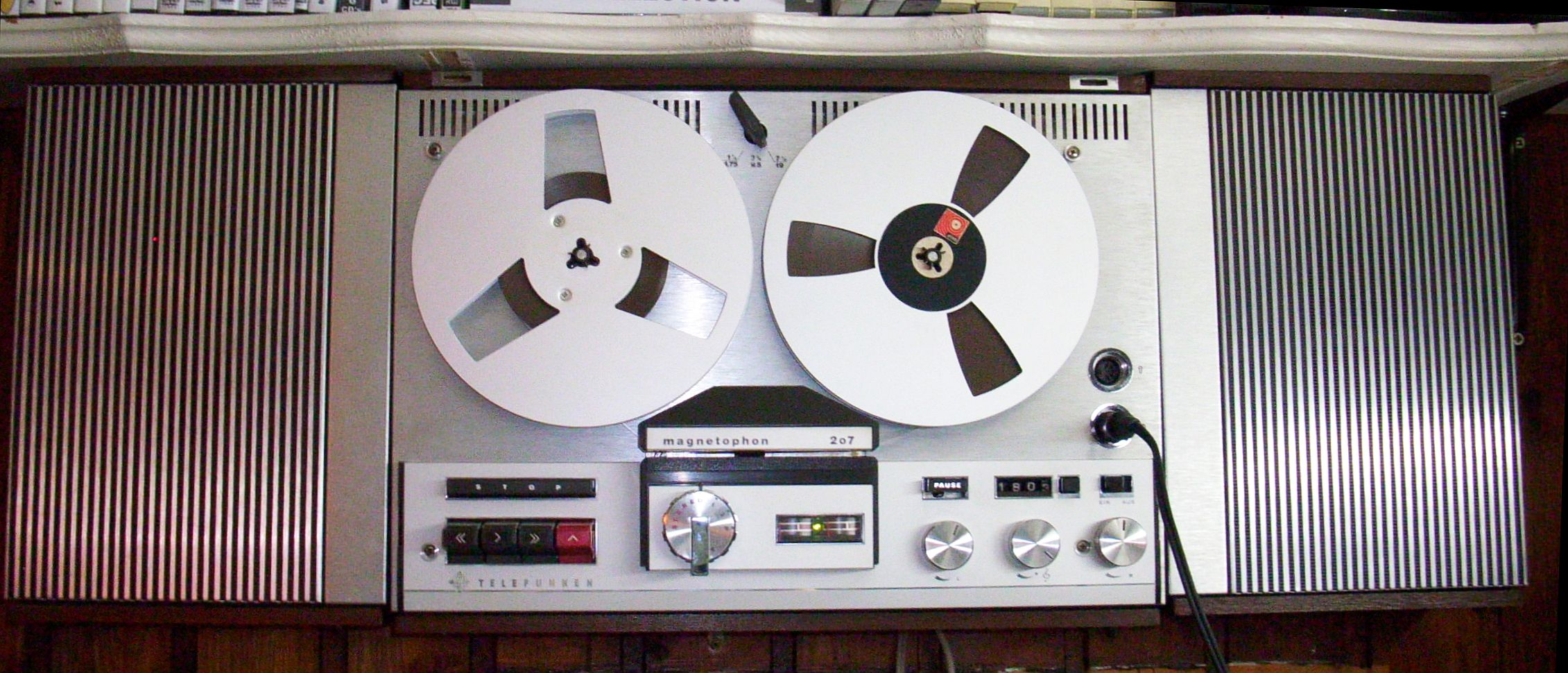
M207
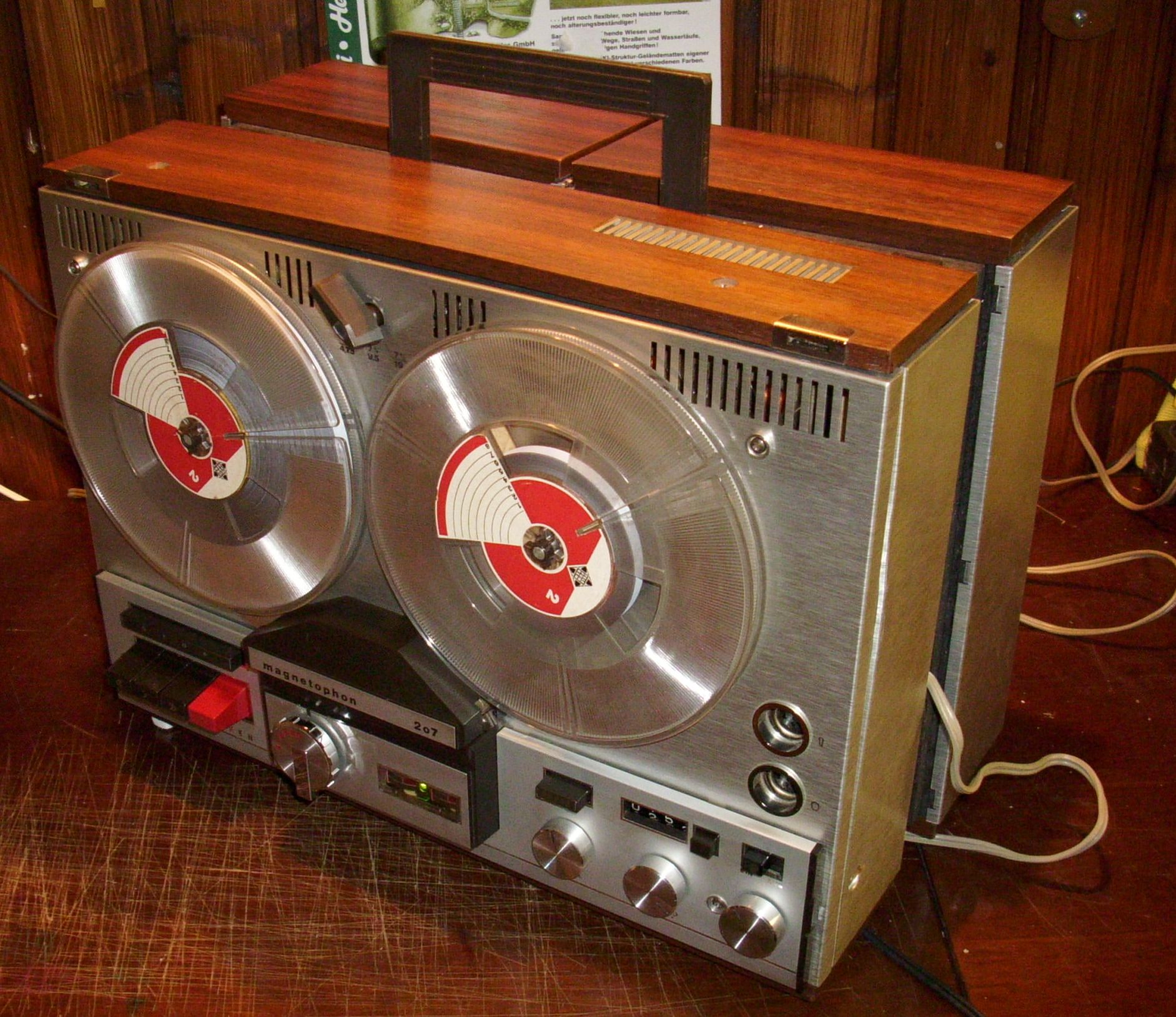
M207 zum Mitnehmen

Das M 204 war zunächst nur als Viertelspurmaschine für Senkrecht- und Waagerechtbetrieb erhältlich. Spätere Modelle (M 204 TS 2 und 4) gab es bei etwas geändertem Design wahlweise in Halb- und Viertelspurausführung. Die letzte Version hatte drei Bandgeschwindigkeiten (4,75, 9,5 und 19 cm/s).

### Magnetophon 205
Das M 205 ist das gleiche Gerät wie das M 207, nur ohne Verstärker und Lautsprecher.
Es musste an eine Stereo-Anlage angeschlossen werden.

### Magnetophon 207
Das M207 wurde von 1969 bis 1972 gebaut. Es war ein Viertelspur-Stereo-Gerät und hatte einen eingebauten NF-Verstärker mit 2×2,5 Watt. 3 Geschwindigkeiten 4,75/9,5 und 19 cm/s und einen Frequenzgang von 40 bis 18000 Hz bei 19 cm/s. Zum Lieferumfang gehörten 2 abnehmbare Lautsprecherboxen.

### Magnetophon 210 bzw. 230
Dem Zeitgeist entsprechend wurden Anfang der 1970er Jahre die Modelle 201 und 203 mit gesondertem Ein/Aus-Schalter und Flachbahnreglern an Stelle der Drehpotentiometer (Lautstärke mit ein/aus) angeboten.

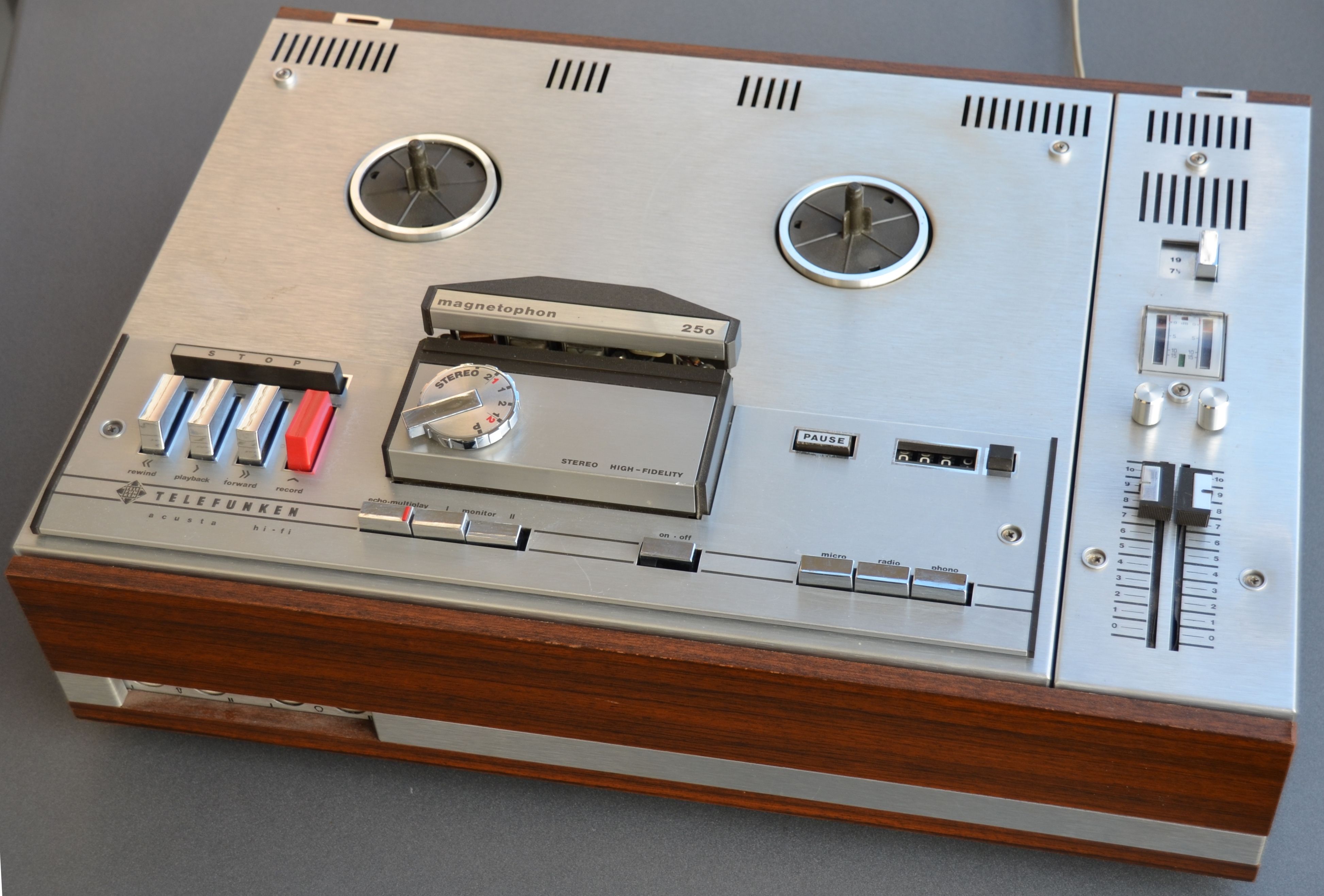
M250

### Magnetophon 250 acusta hifi
Ab 1968Kap. I-8 „AEG-Telefunken“ bis ca. 1971 wurde als Tonbandgerät zu der Spitzen-Stereoanlage „acusta – hifi“ das „magnetophon 250“ mit Halbspur-Stereo-Technik (Stereoaufnahmen auf voller Bandbreite), zwei Bandgeschwindigkeiten (9.5 und 19 cm/s) und einem maximalen Spulendurchmesser bis 18 cm angeboten. Es war als einziges Magnetophon der 200er Serie mit drei Tonköpfen (Hinterbandkontrolle) ausgestattet. Bei der Bandgeschwindigkeit 19 cm/s erreichte es die „HiFi“ Norm nach DIN 45.500. Das simple Einmotorenlaufwerk wurde jedoch beibehalten. Das Gerät besitzt keine internen Lautsprecher und keinen Leistungsverstärker, aber einen Stereo-Kopfhöreranschluss. Hauptaufgabe ist der Betrieb an einer Stereo-Anlage (Verstärker).

### Magnetophon 300/301/302

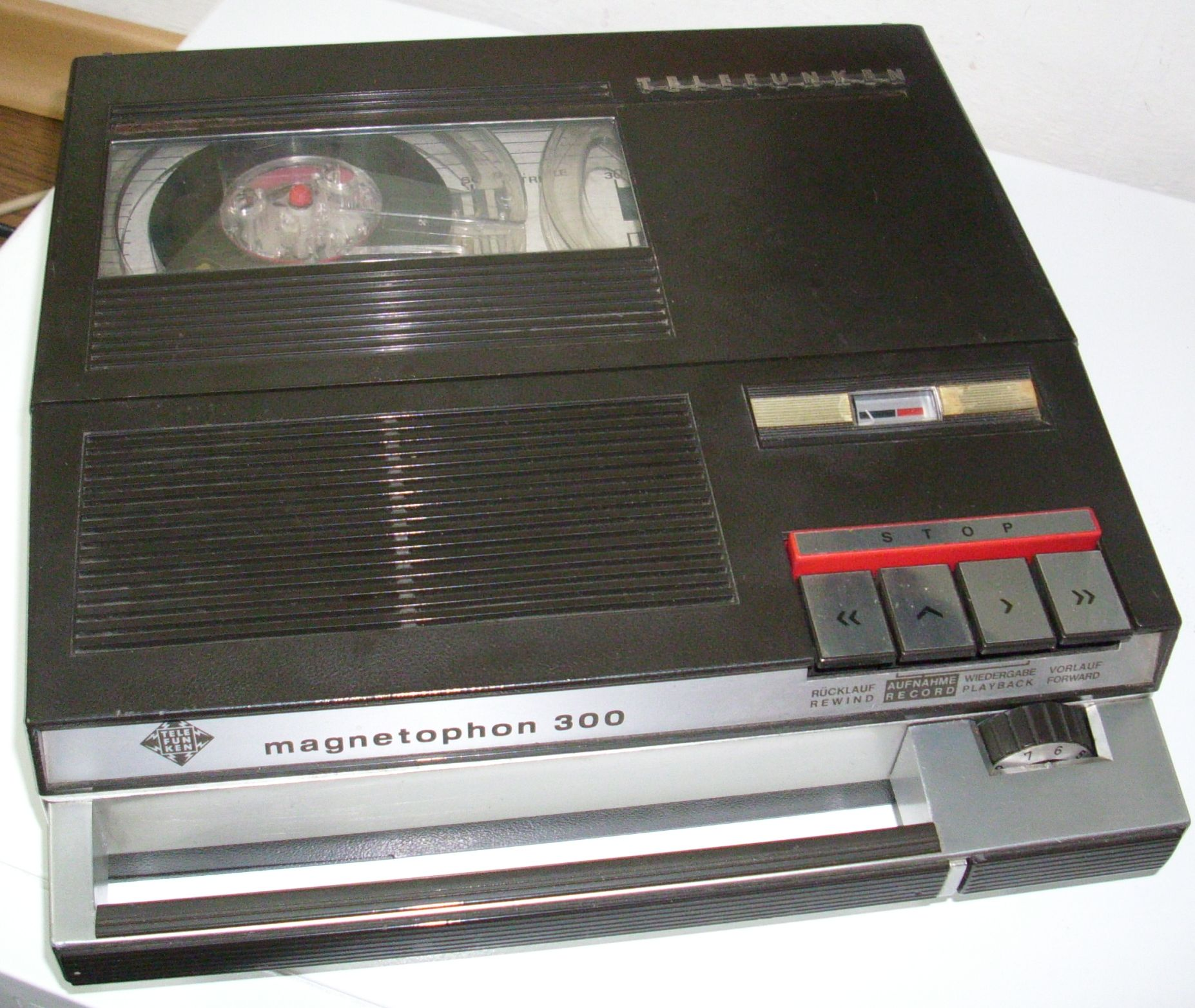
M300

Die drei portablen Geräte der 300er Serie waren vor allem bei jugendlichen Käufern recht beliebt, da sie sowohl mit 5 Monobatterien, Bleigelakkumulator oder Netzstrom (über externes Netzgerät) versorgt werden konnten und auch am Strand und im Garten musikalische Unterhaltung ermöglichten. Alle hatten dasselbe kompakte Gehäuse mit Drucktastenbedienung und konnten mit Spulen bis 13 cm Durchmesser bestückt werden. Die Modelle 300 und 301 wurden 1966 vorgestellt, das 302 kam etwas später. Das M 300 war ein Halbspur-Monogerät mit 9,5 cm/s. Das bis 1969 erhältliche M 301 war die viertelspurige Variante davon. Das M 300 gab es ab 1969 außer in schwarz auch in den Sonderfarbtönen weiß, grün und rot. Später wurde nur noch das M 300 (TS) und das M 302 (TS) angeboten, welches über zwei Bandgeschwindigkeiten verfügte. Eine Stereoversion war nicht im Programm. Alle Tonbandgeräte der 300er Reihe zeichneten sich durch ein besonders für den mobilen Betrieb ausgelegtes Laufwerk aus, das über zwei gegenläufige Schwungmassen verfügte und damit „trudelsicher“ war. Der Motor war nach demselben Prinzip wie beim Uher Report elektronisch geregelt. Die Geräte besaßen ein stabiles Druckguss-Chassis.

### Magnetophon 500/501 DeLuxe

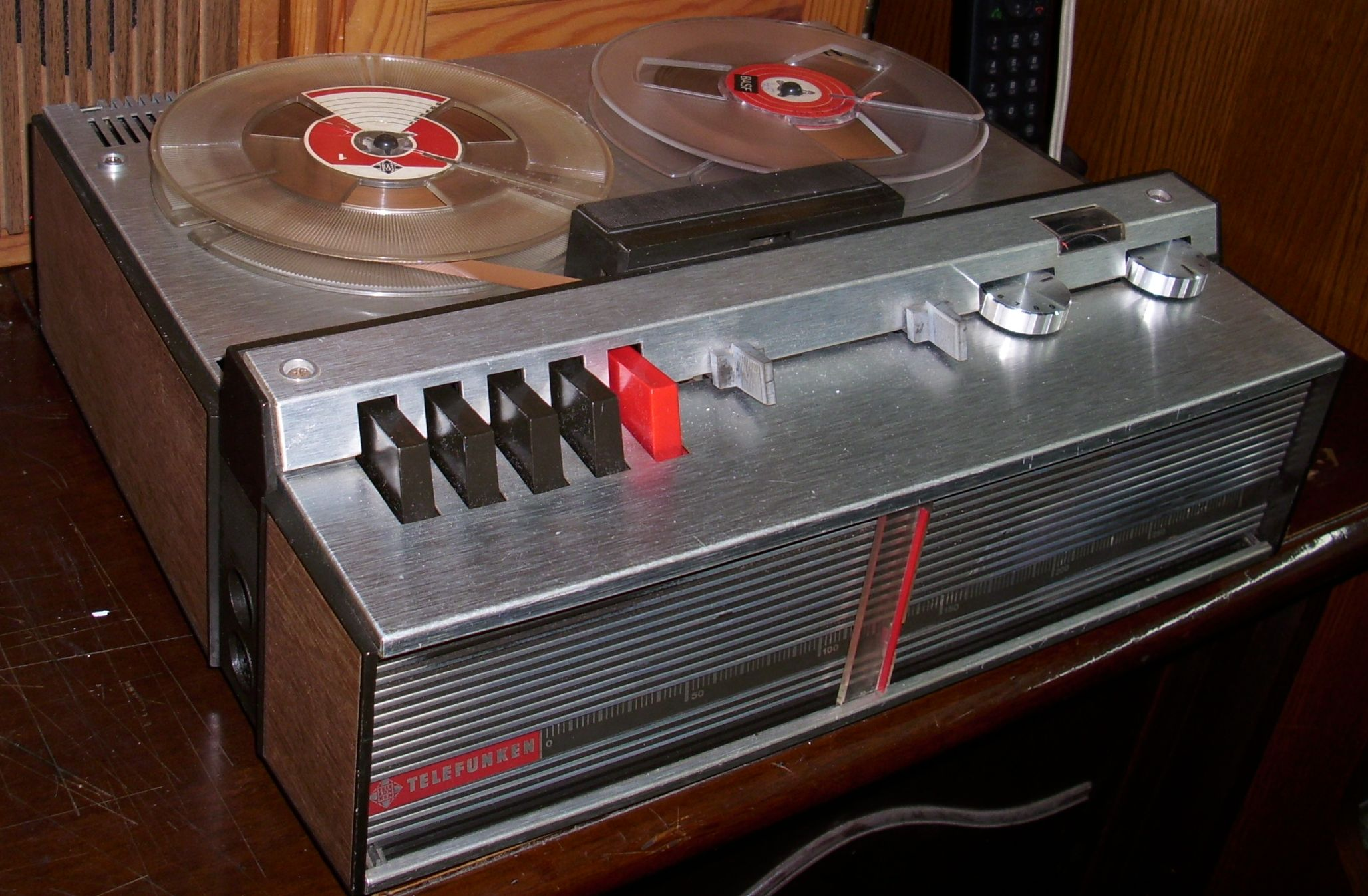
M501 DeLuxe

Das M500/501 war ein Heim-Tonbandgerät mit 2- bzw. 4-Spur-Technik, das von 1969 bis 1971 gebaut wurde, sonst waren die beiden Geräte identisch. Aufnahme und Wiedergabe waren nur in Mono möglich, die Wiedergabe über einen eingebauten Verstärker mit 2,5 Watt. Es hatte eine Bandgeschwindigkeit von 9,5 cm/s und einen Frequenzgang von 60 bis 13000 Hz. Es konnte Spulen bis 15 cm Durchmesser aufnehmen. Das Gerät verfügte über ein sogenanntes Panoramazählwerk, bei dem ein an einem Band geführter Zeiger an der Vorderseite über eine beschriftete Skala bewegt wurde. Die Gehäuseteile sowie die Hebel im Inneren bestanden aus Kunststoff (PU?), die äußere Abdeckung aus Metall.

### Magnetophon 2000 A Hifi
Viertelspur-Stereo-Gerät mit 2 Kopf Bestückung, 3 Bandgeschwindigkeiten und servomagnetischer Tipptastensteuerung.
Laufwerk: 1 Motor
Netz: 110/127/220/240 V, 50 Hz, umschaltbar 117 V, 60 Hz, Leistungsaufnahme: 20 W (Leerlauf), 65 W (Volllast)
Köpfe:
```
   1 Kombikopf (Aufnahme/Wiedergabe) 2× 1⁄4 Spur
   1 Löschkopf LK 2× 1⁄4 Spur
```

Entzerrung nach DIN 45513
Bandgeschwindigkeit: 19 cm/s (7 1⁄2″), 9,5 cm/s (3 3⁄4″), 4,75 cm/s (1 7⁄8″) umschaltbar
Spulengröße:max. 18 cm
Zählwerk
Aufnahmeeingänge:
```
   Tuner/Radio 2× 4 mV an 40 kOhm
   Mikrofon 2× 0,15 mV an 2 kOhm
   Phono/Tonband 2× 100 mV an 1,0 MOhm
```

Wiedergabeausgänge:
```
   Radio 2× 0,7 V
   Kopfhörer 2× 2,5 V
```

Einsteller/Flachbahn Schieberegler:
```
   2× Aussteuerung Mikrofon
   1× Aussteuerung Radio/Phono (Trickfunktion)
   1× Kopfhörer Lautstärke
```

3-Funktionsschalter:
```
   0/Trick
   Stereo/Mono
   1/4 und 3/2
```

### Magnetophon 3000 Hifi

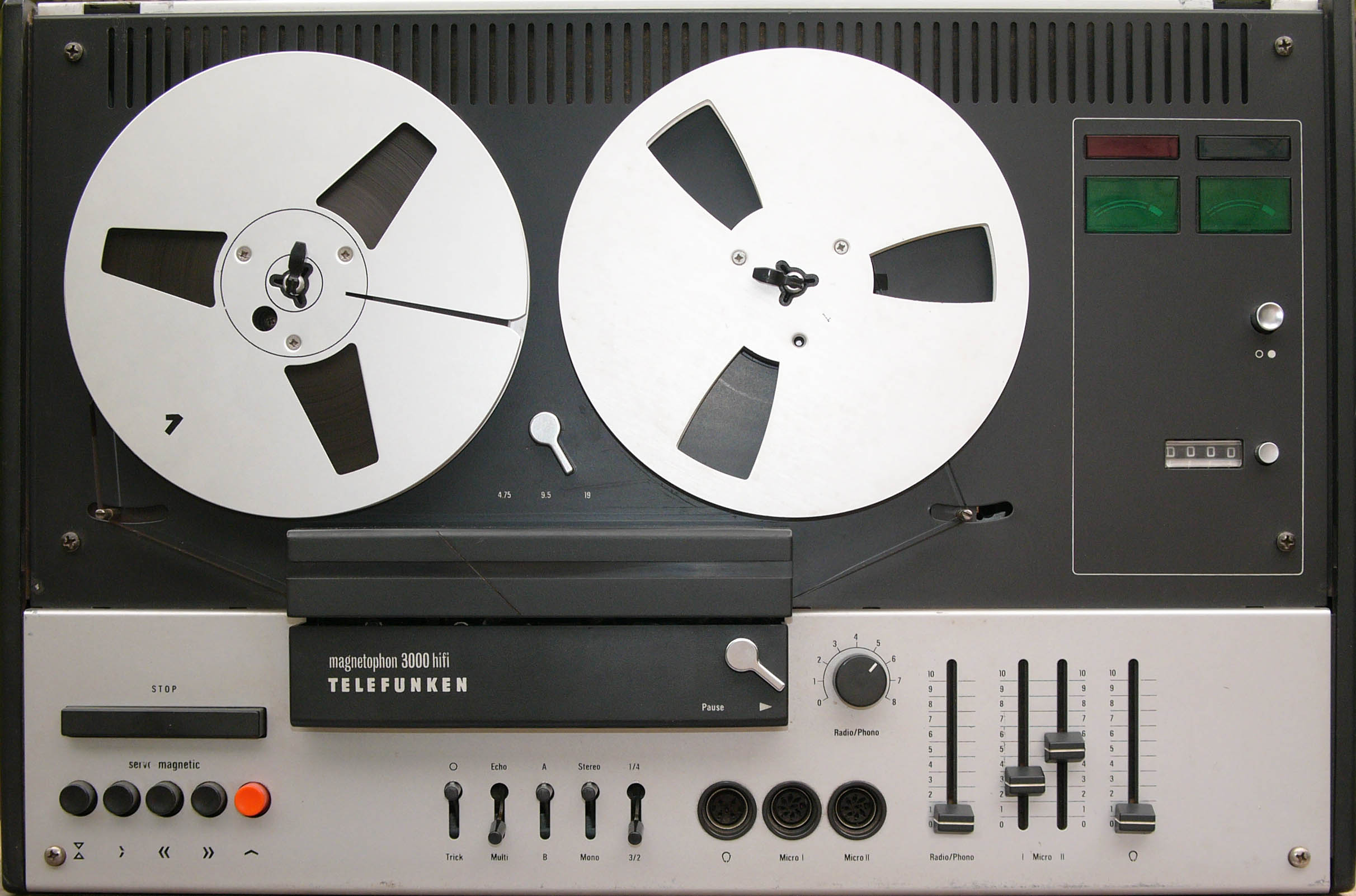
Magnetophon 3000 Hifi

Viertelspur-Stereo-Gerät mit 3 Kopf Bestückung, 3 Bandgeschwindigkeiten und servomagnetischer Tipptastensteuerung.
Laufwerk: 1 Motor
Netz: 110/127/220/240 V, 50 Hz, umschaltbar 117 V, 60 Hz, Leistungsaufnahme: 20 W (Leerlauf), 65 W (Volllast)
Köpfe:
```
   1 Sprechkopf SK (Aufnahmekopf) 2× 1⁄4 Spur
   1 Wiedergabekopf HK (Hörkopf) 2× 1⁄4 Spur
   1 Löschkopf LK 2× 1⁄4 Spur
```

Entzerrung nach DIN 45513
Bandgeschwindigkeit: 19 cm/s (7 1⁄2″), 9,5 cm/s (3 3⁄4″), 4,75 cm/s (1 7⁄8″) umschaltbar
Spulengröße:max. 18 cm
Zählwerk mit Nullstop Funktion (Memory)
Aufnahmeeingänge:
```
   Tuner/Radio (2× 4 mV) an 40 kOhm
   Mikrofon 2× 0,15 mV an 2 kOhm
   Phono/Tonband 2× 100 mV an 1,0 MOhm
```

Wiedergabeausgänge:
```
   Radio 2× 0,7 V
   Kopfhörer 2× 2,5 V
   Monitor 2× 0,7 V
```

Einsteller/Flachbahn Schieberegler:
```
   2× Aussteuerung Mikrofon
   1× Aussteuerung Radio/Phono (Trickfunktion)
   1× Kopfhörer Lautstärke
   1× Drehregler Voreinsteller Radio/Phono
```

5-Funktionsschalter:
```
   0/Trick
   Echo/Multi
   A(vor Band) B(hinter Band)
   Stereo/Mono
   1/4 und 3/2
```

Gewicht etwa 16 kg

### Magnetophon 3002 M HiFi
Baugleich mit Telefunken Magnetophon 3000 M HiFi, jedoch mit eingebauter Endstufe 2× 20 W sin, 2× 35 W Musik
und zusätzliche Einsteller:
- 1× Höhen
- 1× Tiefen
- 1× Balance
- 1× Lautstärke

Das Laufwerk des Magnetophons 3002 M HiFi wurde außerdem mit zwei Motoren ausgestattet.

### Magnetophon C 2100 hifi
Ein einfacher stereo Hifi Cassettenrecorder - Ohne Dolby Rauschunterdrückung
Bei Abmessungen von etwa 31,5 cm × 27 cm × 8 cm wog das Gerät rund 5 kg.

### Magnetophon C 2400/2500 hifi
Hifi Cassettendeck mit Dolby Rauschunterdrückung
japanische Fertigung

### Magnetophon C 3300 Hifi
Hifi Cassettendeck mit Dolby Rauschunterdrückung, elektronische Tipptastenlaufwerkssteuerung
Einzige Telefunken Kassetten Recorder Entwicklung und aus Deutscher Fertigung.

### Magnetophon 21 R
1⁄4″-Studio-Gerät mit 19 und 38 cm/s Bandlaufgeschwindigkeit.
Diese abgespeckte Redaktionsmaschine beinhaltet aber dennoch alle Funktionen der normalen M21C, nur wurden diese auf der zum Teil geschlossenen Frontplatte der Bedieneinheit nicht zugänglich gemacht, um die Maschinen günstiger anbieten zu können.
Über DIP-Schalter (Mäuseklavier) kann das Laufwerk M21R alle Geschwindigkeiten 9,5–19, 19–38 und 38–76 cm/s programmiert werden.
Das Besondere der Telefunken M20 und M21 sind die speziellen Glas-Ferritköpfe, deren Kopfspalt mit einer flüssigen Glasperle versiegelt wurde mit dem Vorteil von mehr als doppelter Lebensdauer, Abriebfestigkeit und Unempfindlichkeit gegen Schmutz. Diese Bauart von Tonköpfen gibt es auch von der Firma Studer ab Ersatzteilenummer 1.118…
Alle Fabriknummern ab 1100 sind Serienmaschinen, darunter sind es nur Vorserien- und Experiment-Laufwerke.
Hervorzuheben ist der sehr gute ausgewogene Klang mit gutem Tieftonbereich aufgrund asymmetrisch langer Kopfpole und integrierten Schaltungen, die man auch in Maschinen von Studer findet.

### Magnetophon 23
Transportables Studio-Tonbandgerät

### Magnetophon 24
Das Magnetophon 24 erschien 1960 als Nachfolger des M 23 als kleines und transportables Studio-Tonbandgerät. Es erlaubt Aufnahme und Wiedergabe in Monotechnik bei Bandgeschwindigkeiten von 9,5 und 19 cm/s auf Spulen bis 22 cm Durchmesser. Das Laufwerk ist mit drei Motoren ausgerüstet, einem Tonmotor und zwei Wickelmotoren. Der Tonmotor treibt die Tonwelle über ein Reibrad an. Das Umschalten der Geschwindigkeit geschieht durch Umsetzen des Reibrades auf Stufenscheiben unterschiedlichen Durchmessers. Das M 24 verfügt über drei Köpfe für Löschen, Aufnahme und Wiedergabe. Die Köpfe waren wahlweise in Halbspur- oder Vollspurausführung erhältlich. Separate Verstärker für Aufnahme und Wiedergabe erlauben ein Mithören des soeben Aufgezeichneten noch während der Aufnahme (Hinterbandkontrolle). Vier Eingänge unterschiedlicher Empfindlichkeit für Mikrophon, Radio, Phono und zweites Tonbandgerät können separat ausgesteuert werden und ergeben somit ein vierkanaliges Mischpult. Ein Zeigerinstrument ermöglicht die Kontrolle der Aussteuerung. Die Verstärker sind in Röhrentechnik aufgebaut und mit 8× ECC 81, 1× EC 92 und 2× EL 95 bestückt. Das Chassis mit Laufwerk und Verstärkern ist in einen Koffer eingebaut, der mit insgesamt vier Lautsprechern ausgerüstet ist (2 Ovallautsprecher, 2 Hochtöner).
Technische Daten: 
- Frequenzumfang bei 19 cm/s: 30–18.000 Hz, Tonhöhenschwankung ≤ ± 0,25 %.
- Frequenzumfang bei 9,5 cm/s: 40–15.000 Hz, Tonhöhenschwankung ≤ ± 0,15 %.
- Gesamtgewicht von Chassis und Koffer: 30 kg.

### Magnetophon Studio 44 hifi
etwa 1975

### Magnetophon automatic II
Technische Daten
- Netz: 110/220 V, 50 Hz umrüstbar auf 60 Hz
- Leistungsaufnahme: Betriebsbereitschaft: ca. 8 W, Betrieb ca. 40 W
- Röhren und Gleichrichter: EF86, EF83, ECC83, EL95, EM84, 3 Trockengleichrichter
- Sicherungen: 110…127 V – 0,6 A mittelträge, 220…240 V – 0,3 A mittelträge
- Bandgeschwindigkeit: 9,5 cm/s
- Spulengröße: maximal 15 cm
- Spurlage: Zweispur nach internationaler Norm
- Laufzeit: 3 Stunden mit Doppelspielband
- Umspulzeit: ca. 4 Minuten mit Doppelspielband
- Frequenzumfang: 40 … 14000 Hz
- Entzerrung: nach NARTB
- Dynamik: ≥ 48 dB
- Tonhöhenschwankungen: ≤ ±0,2 %
- Aufnahme-Eingänge: Mikrofon 2 mV an 470 kOhm
- Radio 2 mV an 22 kOhm
- Phono 200 mV an 2 MOhm
- Wiedergabe-Ausgang: Radio etwa 1 V an 18 kOhm
- End-Abschaltung: durch Schaltfolie
- Zählwerk: 3-stellig mit Auslöse-Taste
- Abmessungen: Höhe 16,5 cm, Breite 38 cm, Tiefe 30 cm
- Gewicht: etwa 10,5 kg